# Center for Libertarian Studies
El Center for Libertarian Studies (en español: Centro de estudios libertarios) fue una organización educativa de orientación libertaria, fundada en 1976 por Burton Blumert y Murray Rothbard en Estados Unidos. Durante sus primeros años, publicó el Journal of Libertarian Studies de 1977 a 2000 (ahora publicado por el Instituto Mises), un boletín (In Pursuit of Liberty), y patrocinó varias monografías y conferencias (Conferencia de Académicos Libertarios en 1972, 1975, 1976, 1982, y otros), seminarios y simposios.
Originalmente, con sede en Nueva York, más tarde se trasladó a California. En línea, respaldó la página web de Lew Rockwell, LewRockwell.com y anteriormente Antiwar.com. Desde el año 2000 todo su legado editorial y misión educativa pasó a formar parte del Instituto Mises de Alabama.